# 新市镇 (法国)
在法国，新市镇（法語：commune nouvelle，發音：[kɔmyn nuvɛl] ⓘ）是依2010年12月16日《第2010-1563号法律》由前市镇合并而成的市镇。其取代了此前《马塞兰法》中有关关联市镇的规定。在大多数情况下，被合并为新市镇的前市镇享有“委派市镇”之地位。自2015年起，法国所有新建市镇都会获得“新市镇”地位。